# Античный панэллинизм
Античный панэллинизм — в Древней Греции идея национального единства греков, возникшая в условиях разрозненности отдельных эллинских государств и общин, а также обусловленная существованием единого греческого языка, торговыми отношениями, колонизацией, а главное — ростом духовной культуры.
Эта идея единства нации выразилась уже в существовании понятия общей родины (греч. κοινή πατρίς). Из других исторических явлений о национальном единстве эллинов свидетельствует установление больших панэллинских праздников — панэллинских игр, особенно Олимпийских игр, распорядители которых назывались греч. Έλλανοδίκαι — элладики, и существование такой общепризнанной святыни, как дельфийский оракул (греч. κοινή έστία — общий источник). Другим религиозным центром был Делос, в котором образовался в 8 веке Амфиктионийский союз Кикладских островов, который сблизил азиатских греков с европейскими.
Моментом особенного подъёма национального духа была эпоха греко-персидских войн, когда на призыв азиатских греков откликнулись европейские эллины. Когда прошел момент опасности, вновь наступила эпоха племенной разрозненности и междоусобной борьбы. Идеями панэллинизма руководствовался Александр Великий (Македонский) для организации своего всегреческого похода в Азию.